# NGC 5442
NGC 5442 (również PGC 50189) – galaktyka spiralna (Sb), znajdująca się w gwiazdozbiorze Panny. Odkrył ją Albert Marth 11 stycznia 1865 roku.
W galaktyce tej zaobserwowano supernowe SN 2001U i SN 2011bz.